# Alexander Ende
Alexander Ende (* 19. September 1979 in Grevenbroich) ist ein deutscher Fußballtrainer und ehemaliger Fußballspieler.

## Spielerkarriere
Der defensive Mittelfeldspieler Alexander Ende begann seine Karriere beim SCB Preußen Köln in der viertklassigen Oberliga Nordrhein. Im Sommer 2001 wechselte er zur zweiten Mannschaft des 1. FC Köln, mit der er in der Saison 2001/02 Meister der Oberliga Nordrhein wurde und in die Regionalliga Nord aufstieg. In der Saison 2004/05 spielte Ende wieder in der Oberliga Nordrhein für den Bonner SC, bevor er in der folgenden Saison 2005/06 das Trikot des Regionalligisten SC Pfullendorf trug. Anschließend kehrte er nach Nordrhein-Westfalen zurück und spielte zunächst in der Saison 2006/07 für Preußen Münster in der Oberliga Westfalen, dann in der Saison 2007/08 für den SC Verl in der Regionalliga Nord und schließlich in der Saison 2008/09 für die zweite Mannschaft von Bayer 04 Leverkusen in der Regionalliga West. Im Sommer 2009 folgte dann der Wechsel zum SC Fortuna Köln in die NRW-Liga. Mit der Fortuna schaffte er in der Saison 2010/11 den Aufstieg in die Regionalliga West, da der Vizemeister TSV Germania Windeck auf den Aufstieg verzichtete. Im Jahre 2013 beendete er seine Karriere und wurde mit der Fortuna in jener Saison Vizemeister der Regionalliga West.
Alexander Ende schoss am 29. November 2009 im Spiel der fünftklassigen NRW-Liga zwischen MSV Duisburg II und Fortuna Köln in der 67. Minute mit einem Distanzschuss aus der Höhe des Mittelkreises das Tor zum zwischenzeitlichen 1:3 (Endstand 2:3). Dieser Treffer wurde durch die Zuschauer der Sportschau zum Tor des Monats November 2009 gewählt. Damit war er der zweite Spieler von Fortuna Köln, der diese Auszeichnung erhielt.

## Trainerkarriere
In der Saison 2015/16 war Alexander Ende Co-Trainer der U-17-Mannschaft von Borussia Mönchengladbach. Anschließend rückte er für die kommenden vier Jahre zum Co-Trainer der zweiten Mannschaft auf und assistierte Arie van Lent. Im Sommer 2020 übernahm Alexander Ende als Cheftrainer den Regionalligisten SC Fortuna Köln. Anfang 2023 übernahm er die U-19 von Borussia Mönchengladbach, bevor er im Sommer 2023 Trainer des Drittligisten SC Verl wurde. Im Sommer 2025 verlängerte er seinen Vertrag in Verl nicht und verließ den Verein.
Zur Saison 2025/26 übernahm Ende den Zweitligisten Preußen Münster.

## Erfolge
- Meister der Oberliga Nordrhein: 2001/02